# Németh Albert
Dömötöri Németh Albert (Pest, 1820. március 22. – Pusztacsász, Borsod vármegye, 1887. május 28.) magyar nemzetőr őrnagy. Apja Németh János nyugalmazott császári és királyi százados, majd önkéntes 1848-as honvédezredes.

## Életútja
Az elszegényedett nemesi családokban hagyománnyá vált a katonai vagy a jogi pálya, Németh Albert a bölcseletet és jogot Szombathelyt, Pesten, Pécsett és Egerben végezte; 1840-ben ügyvédi vizsgát tett és Keglevich Miklós pártjában élénk részt vett a megyék kormányellenes mozgalmaiban. 1844-től jegyző, majd szolgabíró lett Heves vármegyében. 1848 nyarán országgyűlési képviselőnek választották. 1849. január végétől már a honvédseregben harcolt alszázadosi beosztásban a 17. huszárezrednél, 1849 márciustól ugyanitt főszázados. Dembinszky, Guyon Richárd, utoljára pedig Perczel Mór hadosztályában szolgált. 1849. július közepétől nemzetőr őrnagy Heves vármegyében.
A világosi fegyverletétel után besorozták közlegénynek a császári hadseregbe Wallmoden gróf ezredébe, de ez hazabocsátotta őt. Leszerelése után felesége birtokán gazdálkodott. Az 1861. évi országgyűlésre megválasztották képviselőnek és ekkor a határozati párt híve volt; mint izgatót több ízben elfogták és 1864-ben négy hónapra be is börtönözték Pesten.
1864-ben részt vett az Almásy-féle függetlenségi mozgalomban. A kiegyezés után országgyűlési képviselő, függetlenségi politikus, a Heves vármegyei ellenzék vezéralakja, honvédegyleti tag.
Amikor a forrongó vármegyét az Andrássy-kormány két ízben is ostromállapotba helyezte, Németh és három képviselőtársa ellen felségsértési és hűtlenségi pert indítottak. Németh és társai nem csak, hogy fölmentettek, de lelkesedéssel választattak meg képviselőnek; ekkor kieszközölték a királyi biztos visszahivatását Heves vármegyéből. 1872-ben fia, Albert halála annyira megrendítette, hogy két évig visszavonult a közügyektől, de amikor 1873-ban Hódmezővásárhely újra megválasztotta képviselővé, ismét elfoglalta régi helyét a szélsőbalon, melynek haláláig híve maradt.
Pusztacsászon érte a halál, temetése is itt zajlott, ma már Pusztacsász falu egybeolvadt Heves várossal, Németh Albert emlékezetét Heves őrzi.
Arcmása 1882-ből maradt fenn, szerzője ismeretlen, ld. Bona Gábor i.m. 380. p.